# NGC 3
NGC 3 är en svag linsformad galax belägen i stjärnbilden Fiskarna något söder om dess granngalax NGC 4. Den upptäcktes den 29 november 1864 av Albert Marth.

## Galleri

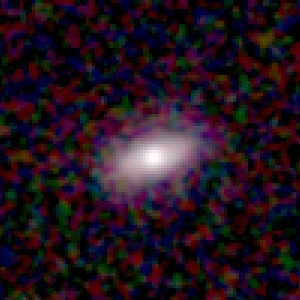
Foto i infraröd våglängd.